# Província otomana d'Egipte
L'Eyalet d'Egipte (turc otomà: ایالت مصر, Eyālet-i Mıṣr) va ser el resultat de la conquesta otomana de l'Egipte mameluc el 1517, després de la guerra otomana-mameluca de 1516–1517 i la posterior absorció de Síria a l'Imperi el 1517. Egipte es va administrar com un eyalet de l'Imperi Otomà entre 1517 i 1867, amb una interrupció durant l'ocupació francesa de 1798 a 1801.

## Administració
Les tasques d'administració requeien en els mamelucs locals, que podien mantenir part dels seus antics privilegis si pagaven tribut a Constantinoble. Per la seva situació geogràfica, Egipte va esdevenir una de les bases militars més important dels otomans, i d'aquí la forta presència de l'exèrcit a la zona, unes tropes que també feien tasques de govern apart de comandar els soldats als diferents fronts de conflicte. Igualment, en estar de camí a la Meca, hi havia una classe religiosa amb poder. Els cadis representaven les diferents regions i podien elevar les seves peticions o problemes a un governador central. Gaudien d'àmplia autonomia judicial i organitzativa. Molts d'ells recaptaven també els impostos de les seves àrees d'influència. Una de les excepcions d'aquest sistema general eren els beduïns, que tenien el control real de determinades regions i interferien rarament en el govern otomà.
Sota tutela otomana va disminuir el rendiment del camp egipci però aquestes pèrdues es van veure compensades per l'auge del comerç, especialment de l'arròs, de productes artesans, les espècies i el cafè.